# دمعة عمر (مسلسل)
دمعة عمر، مسلسل درامي سعودي من إنتاج التلفزيون السعودي على رغم أن تم تصويره في مملكة البحرين. عرض في شهر رمضان لعام 1424 هـ الموافق 26 أكتوبر 2003. المسلسل من تأليف سهر وقامت أسمهان توفيق بالمعالجة الدرامية، ومن إخراج أحمد يعقوب المقلة.

## القصة
تخدع مشاعل زوجها محمد بورقة مزيفة بأن لقيط وأن أمها ليس والدته الحقيقية بدافع الطمع، ليقوم برمي والدته بالشارع قبل أن تكشف له مشاعل حقيقة خداعها لها بعد إصابتها بالسرطان.

## فريق الممثلين
- زينب العسكري
- تركي اليوسف
- طيف
- عبد الرحمن العقل
- لطيفة المجرن
- بدرية أحمد
- هيفاء حسين
- ماجد مطرب فواز
- أميرة محمد
- عبد العزيز الفريحي
- سلطان النفيسي
- ابتسام عبد الله
- صقر الغريب
- سكينة سلمان
- عبد المحسن النمر
- عبد الرحمن الرقراق
- ابتسام العطاوي
- علي الغرير
- جمال الغيلان
- أمين الصايغ
- عبد العزيز السكيرين